# Mauritz Eriksson
Mauritz Eriksson (n. 18 decembrie 1888, Stockholm, Suedia-Norvegia – d. 14 februarie 1947, Stockholm, Suedia) a fost un trăgător de tir ce a reprezentat Suedia, medaliat olimpic. A participat la 3 ediții ale Jocurilor Olimpice (1912, 1920, 1924) în care a câștigat o medalie de aur, o medalie de argint și 3 medalii de bronz.